# 终古
终古（?—?），中国夏朝末年的史官。
夏朝君主桀荒淫无道，暴虐百姓，终古经常拿出文献，抱着哭泣。终古见桀必然灭亡，于是带着夏朝的文献出逃投奔商朝。商汤高兴地告诉诸侯说：“夏王无道，残害百姓．逼迫父兄，侮辱功臣，轻慢贤良，抛弃礼义，听信谗言。众庶咸怨，守法之臣，自归于商。”